# Hemilepidotus hemilepidotus
Hemilepidotus hemilepidotus är en fiskart som först beskrevs av Tilesius, 1811.  Hemilepidotus hemilepidotus ingår i släktet Hemilepidotus och familjen simpor. Inga underarter finns listade i Catalogue of Life.